# کلیفتون (آیداهو)
کلیفتون(به انگلیسی: Clifton) شهری در شهرستان فرانکلین ایالت آیداهو است که جمعیت آن در سرشماری سال ۲۰۱۰ میلادی ۲۵۹ نفر بوده است.